# Taalpost
Taalpost is een e-mailnieuwsbrief over taal, met begin 2024 ongeveer 100.000 abonnees. Het e-zine verschijnt sinds april 2002 gewoonlijk driemaal per week (op maandag, woensdag en vrijdag) en bevat behalve verwijzingen naar taalnieuws op internet ook een aantal vaste rubrieken, zoals een taaladvies. Verder kunnen er oproepen en tips in worden opgenomen. 
Taalpost was een gezamenlijk initiatief van de woordenboekuitgever Van Dale en de vereniging Genootschap Onze Taal. In 2008 heeft Van Dale zich teruggetrokken. De redactie van Taalpost is in handen van de Nederlandse taalkundige Marc van Oostendorp, tevens een van de initiatiefnemers in 2002, en de Vlaamse tekstschrijver Erik Dams.